# Martim da Rocha
Martim da Rocha, o "cavaleiro" (Cavaleiro escudeiro), nascido cerca de 1410, foi um "cidadão" de Viana do Castelo, morador em umas casas suas na rua do Poço ou na Rua do Cais na Baixa Idade Média. Era almoxarife da mesma cidade. nomeado em 1434, e surge na Batalha de Alfarrobeira como escudeiro criado de D. Pedro, duque de Coimbra.
Foi procurador de Viana às Cortes de Lisboa de 1455.
Segundo alguns autores, o solar dos Rocha situava-se na freguesia de São Paio de Meixedo, na quinta depois chamada da Portela, que incluía umas vastas ruínas castrejas.
Não confundir com Martim da Rocha, o Moço que era seu sobrinho (filho da sua filha Ana da Rocha) e que foi escrivão da Câmara Municipal de Viana do Castelo e está enterrado na capela da Confraria do santíssimo Sacramento da Matriz de Viana do Castelo.

## Dados genealógicos
Era filho de D. Frei Afonso da Rocha, comendatário do Mosteiro de São Salvador da Torre e antes abade de São Paio de Meixedo.
Terá casado com Maria Dias (Jácome), cerca de 1456, irmã de Vasco Jácome e a mais nova filha de Diogo Jácome, meirinho da comarca e correição de Entre-Douro-e-Minho, e de sua documentada mulher Leonor Vasques, tendo nascido cerca de 1440/ref>.
Filhos:
- Afonso da Rocha (o nome do avô), senhor do morgado de Deocriste (Viana) e casou com Filipa de Sá, com geração que seguiu o nome Sá.
- Ana da Rocha, que dizem casada cerca de 1460 com João Martins da Rica, o Velho, rico mercador de Viana do Castelo, onde foi vereador e juiz ordinário em 1512.
- Genebra da Rocha, nascida cerca de 1462 e casou, segundo Felgueiras Gaio, que casou com Gaspar Martins.
- Margarida da Rocha, nascida cerca de 1468, que Gaio diz ter casado com Pedro Anes Barreto.
- Tristão da Rocha[11]
- Manuel da Rocha[11]
- Valentim da Rocha, escudeiro, morador em Viana, que a 5.3.1513 foi nomeado tabelião do público e judicial da dita vila.[12]
- Lopo da Rocha, escudeiro de Diogo de Mendonça, que a 9.3.1500 foi alcaide das sacas de Mourão.[13]